# Clinidae
Clinidae é uma família de peixes da subordem Blennioidei.

## Géneros
Existem cerca de 86 espécies agrupadas em 20 géneros:
- Género Blennioclinus
- Género Blennophis
- Género Cancelloxus
- Género Cirrhibarbis
- Género Climacoporus
- Género Clinitrachus
- Género Clinoporus
- Género Clinus
- Género Cologrammus
- Género Cristiceps
- Género Ericentrus
- Género Fucomimus
- Género Gibbonsia
- Género Heteroclinus
- Género Heterostichus (Girard, 1854)
- Género Muraenoclinus
- Género Myxodes
- Género Ophiclinops
- Género Pavoclinus
- Género Peronedys
- Género Ribeiroclinus
- Género Smithichthys
- Género Springeratus
- Género Sticharium
- Género Xenopoclinus